# مخزن سد وسلوفسکی
مخزن سد وسلوفسکی (انگلیسی: Veselovsky Reservoir) یک سد آبی در استان روستوف کشور روسیه است.